# Neart Na Gaoithe
Neart Na Gaoithe ("force du vent" en gaélique écossais) est un parc éolien offshore, d'une capacité de 450 MW situé à 15,5 km au large de la côte de Fife du Firth of Forth, 30 km au nord de Torness.

## Propriétaires
EDF Renewables UK (50%) et l'énergéticien irlandais ESB (50%). L'électricité produite sera vendue pendant 15 ans à 114,39 £/MWh dans le cadre d'un contrat de différence signé en février 2015.

## Construction
Les travaux à terre ont commencé en novembre 2019 et les travaux en mer en août 2020. La mise en service est prévue en 2023. la surface occupée par le parc est de 105 km2. Les 54 éoliennes, d'une hauteur totale de 208 m,  sont équipées de turbines Siemens Gamesa SG 8.0-167 DD de 8 MW ; la puissance du parc est donc de 432 MW.